# Lasana
El Valle de Lasana es un pequeño poblado atacameño, ubicada a 40 km al noreste de la ciudad de Calama, en la región de Antofagasta. Se emplaza a lo largo del cañón del río Loa.
Este asentamiento humano de origen milenario, se ha dedicado durante siglos a la agricultura y la ganadería. Descendientes de la Cultura Lickan antay (Atacameña), los habitantes del valle, aún conservan las tradiciones y costumbres ancestrales, tales como la limpia de canales, carnavales y fiestas patronales de origen hispánico.
En la agricultura se destacan una gran variedad cultivos: maíz, acelgas, cebollín, lechugas, zanahorias, betarragas entre otros; en la ganadería camélidos sudamericanos y ovinos.
La población lasaneña en la actualidad bordea los 250 habitantes incrementándose este número a casi doble en las vacaciones de verano y en las festividades tradicionales y religiosas.
Su principal hito arquitectónico es el Pukará de Lasana (del quechua: pukara ‘fortaleza’), la cual, comienza como aldea y termina siendo una fortaleza indígena, su construcción se estima en el año 400 d. C., aproximadamente.

## Arte rupestre

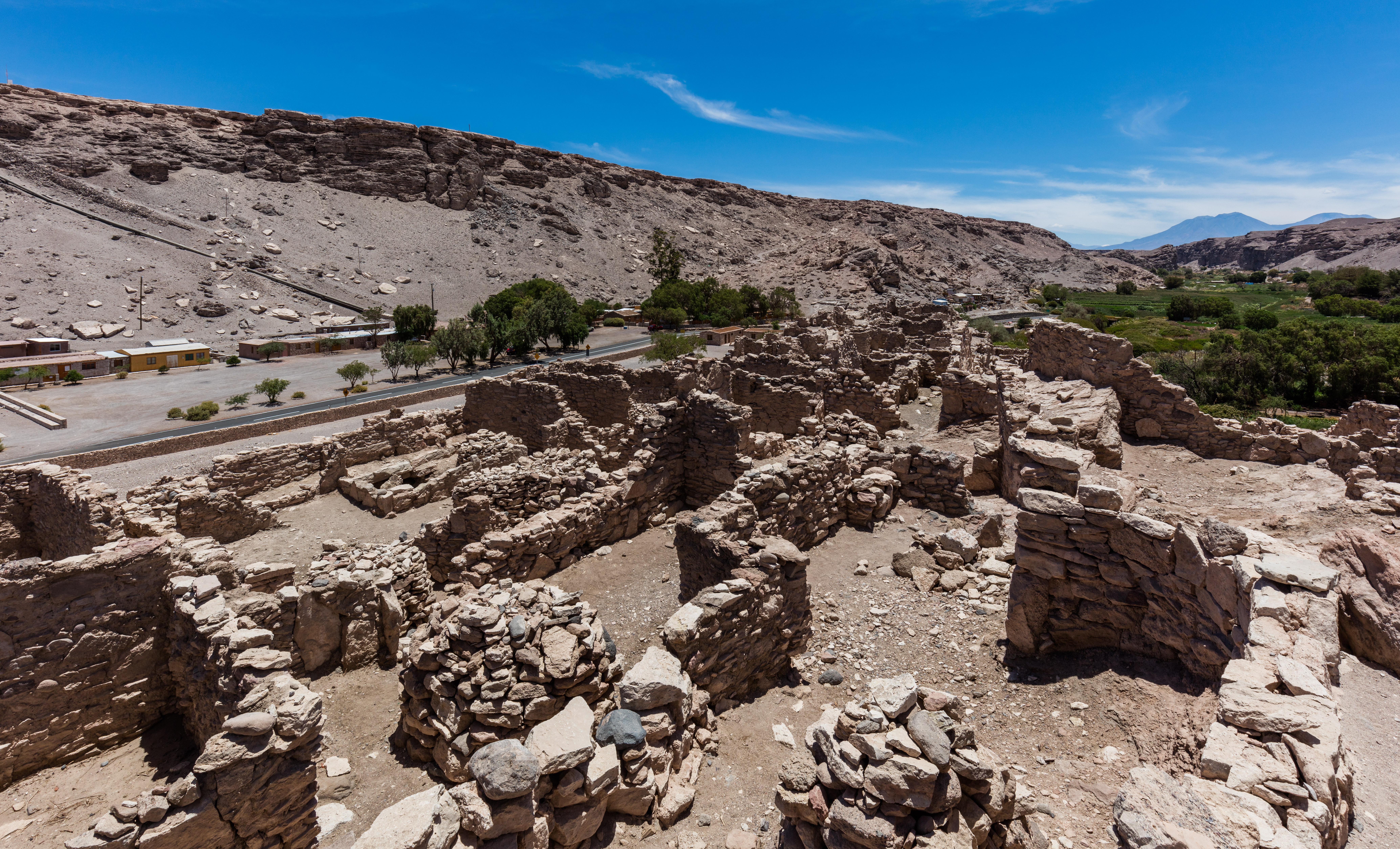
Pukará de Lasana.

A lo largo del valle de Lasana, en los farellones altos de la quebrada se pueden encontrar estas manifestaciones de arte, hechas por nuestros antepasados; son petroglifos escarbados en la roca y pictoglifos de pinturas vegetales y animales que recrean escenas cotidianas de aquellos tiempos, como también creencias del mundo Lickan antay y que datan desde el ~3.000 a. C., hasta fines del siglo XVI.